# Макаров, Василий Михайлович
Василий Михайлович Макаров (1901—1972) — передовик советского сельского хозяйства, бригадир колхоза имени Ворошилова Ухтомского района Московской области, Герой Социалистического Труда (1950).

## Биография
Родился в 1901 году в Выхинской волости Московского уезда Московской губернии в семье крестьянина, русский. Повзрослев, стал работать в сельском хозяйстве.
На протяжении многих лет трудился бригадиром колхоза имени Ворошилова Ухтомского (позднее Люберецкого) района Московской области в деревне Вязовка. В 1949 году его бригада показала высокий результат в производстве овощных культур. На площади 6,1 гектара было получено 514 центнеров картофеля с каждого гектара посевов.
За получение высокого урожая картофеля при выполнении колхозом обязательных поставок и контрактации по всем видам сельскохозяйственной продукции, натуроплаты за работу МТС в 1949 году и обеспечение семенами всех культур в размере потребности для весеннего сева 1950 года, Указом Президиума Верховного Совета СССР от 9 июня 1950 года Василию Михайловичу Макарову было присвоено звание Героя Социалистического Труда с вручением ордена Ленина и золотой медали «Серп и Молот».
В дальнейшем продолжал трудовую деятельность, показывал высокие результаты в труде. Работал в хозяйстве до выхода на заслуженный отдых.
Проживал в Москве, так как деревня Вязовка вошла в состав города, в районе станции метро «Рязанский проспект». Умер в 1972 году. Похоронен в Москве на Кузьминском кладбище.

## Награды
За трудовые успехи удостоен:
- золотая звезда «Серп и Молот» (09.06.1950),
- орден Ленина (09.06.1950),
- Медаль «За трудовую доблесть» (09.04.1949),
- другие медали.